# Oribotritia capitanea
Oribotritia capitanea är en kvalsterart som beskrevs av Wojciech Niedbała och Corpuz-Raros 1998. Oribotritia capitanea ingår i släktet Oribotritia och familjen Oribotritiidae. Inga underarter finns listade i Catalogue of Life.